# Manchester Locomotive Works

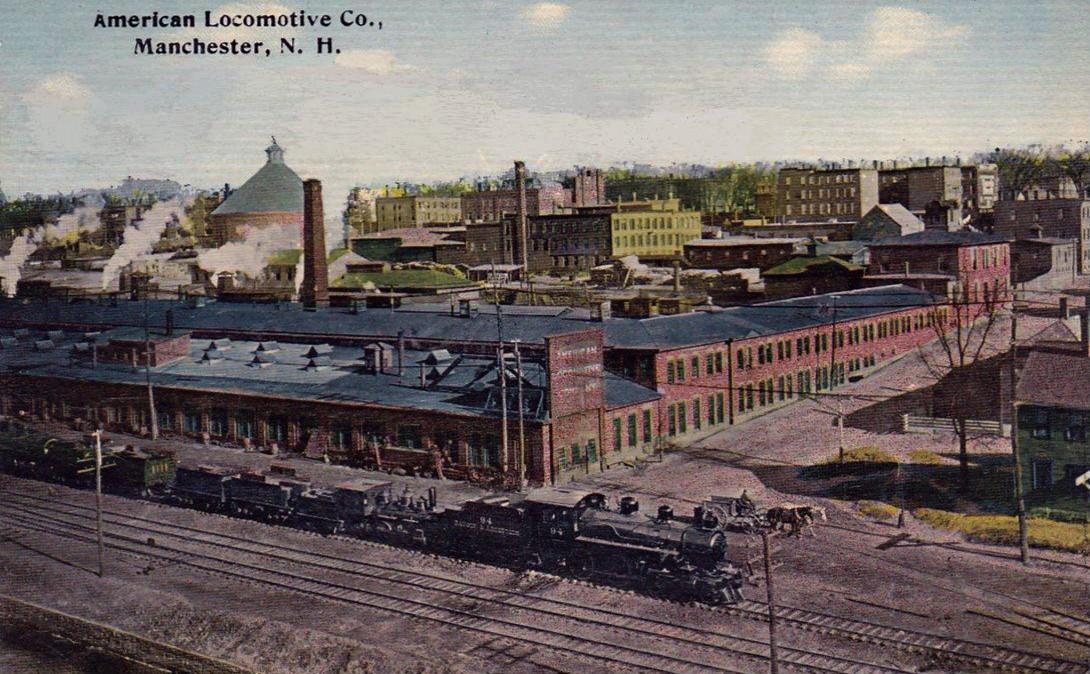
L'usine en 1912.

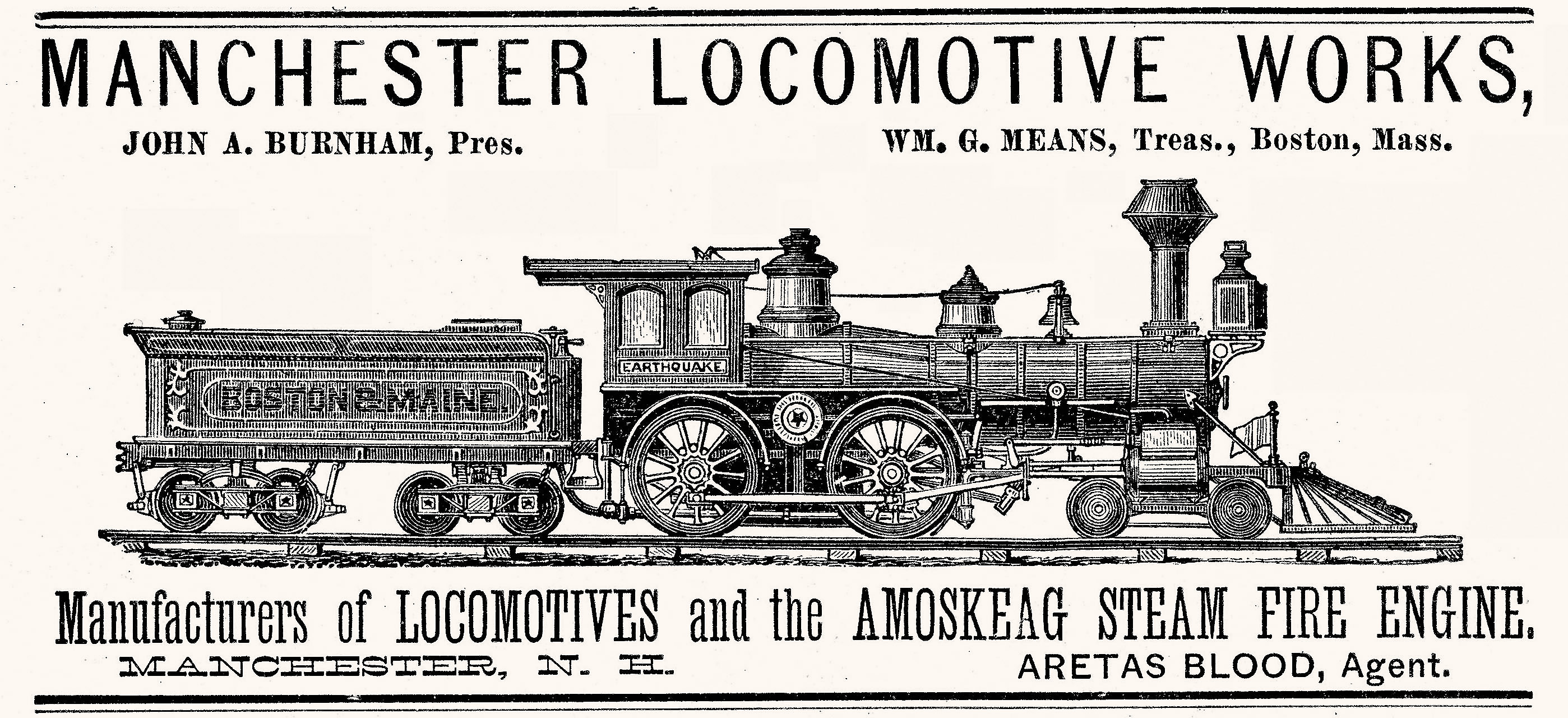
Publicité de 1882 pour Manchester Locomotive Works

Manchester Locomotive Works était une entreprise américaine située à Manchester, dans le New Hampshire, qui construisait des locomotives à vapeur et  des camions de pompiers dans la seconde moitié du 19e siècle. 

## Historique

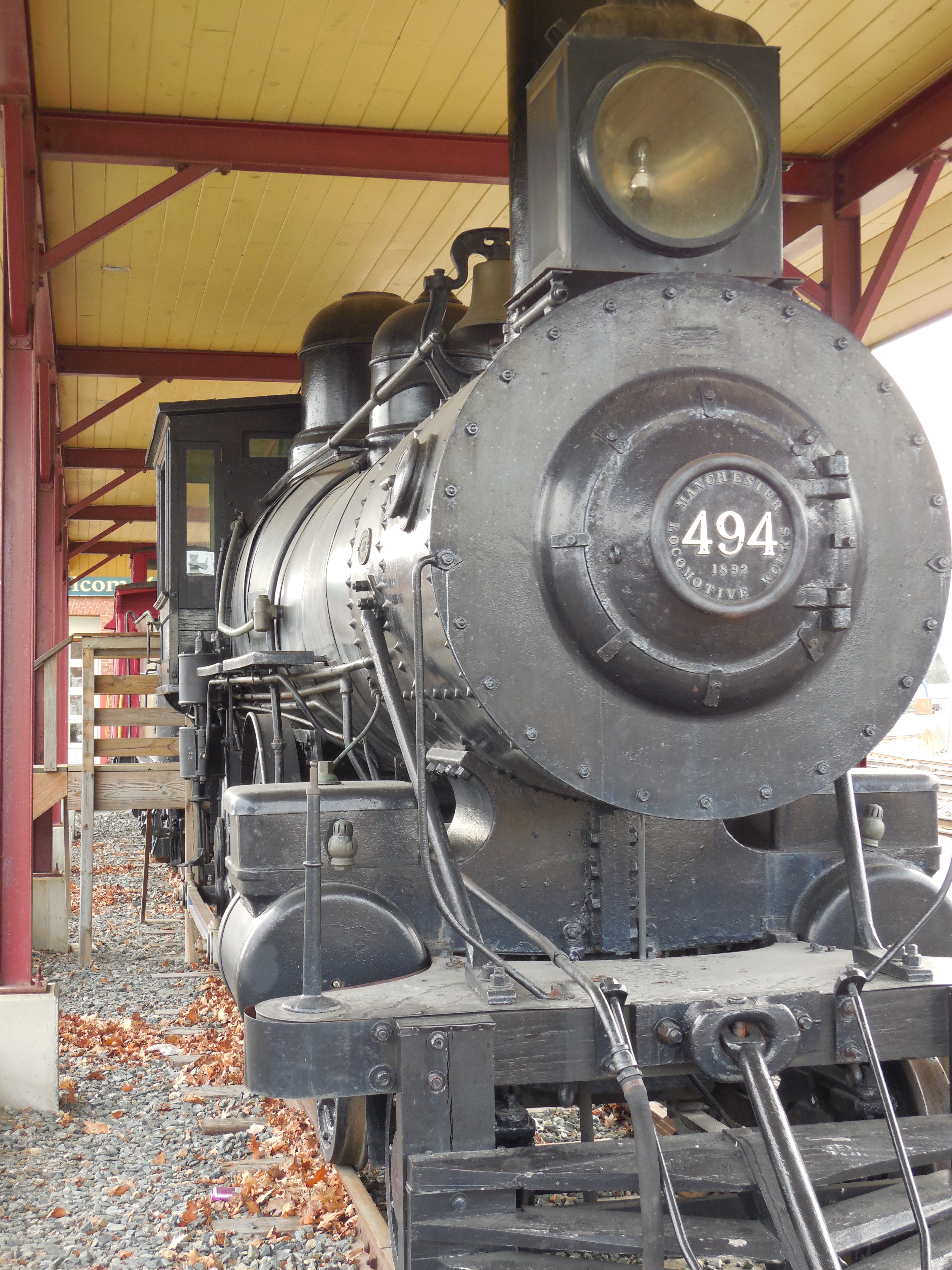
Une locomotive de la Boston and Maine Corporation construite en 1892 par MLW préservé en 2014.

La première locomotive construite par la société était destinée au chemin de fer de Chicago, Burlington et Quincy en mars 1855.
Manchester a acheté l'activité de fabrication de locomotives à l'Amoskeag Locomotive Works (en) en 1859, une filiale de Amoskeag Manufacturing Company fondée en 1848.
Elle produisit entre autres des locomotives American puis Mogul et six des premières locomotives du chemin de fer à crémaillère du Mont Washington (ces dernières étant préservés au début du 21e siècle).

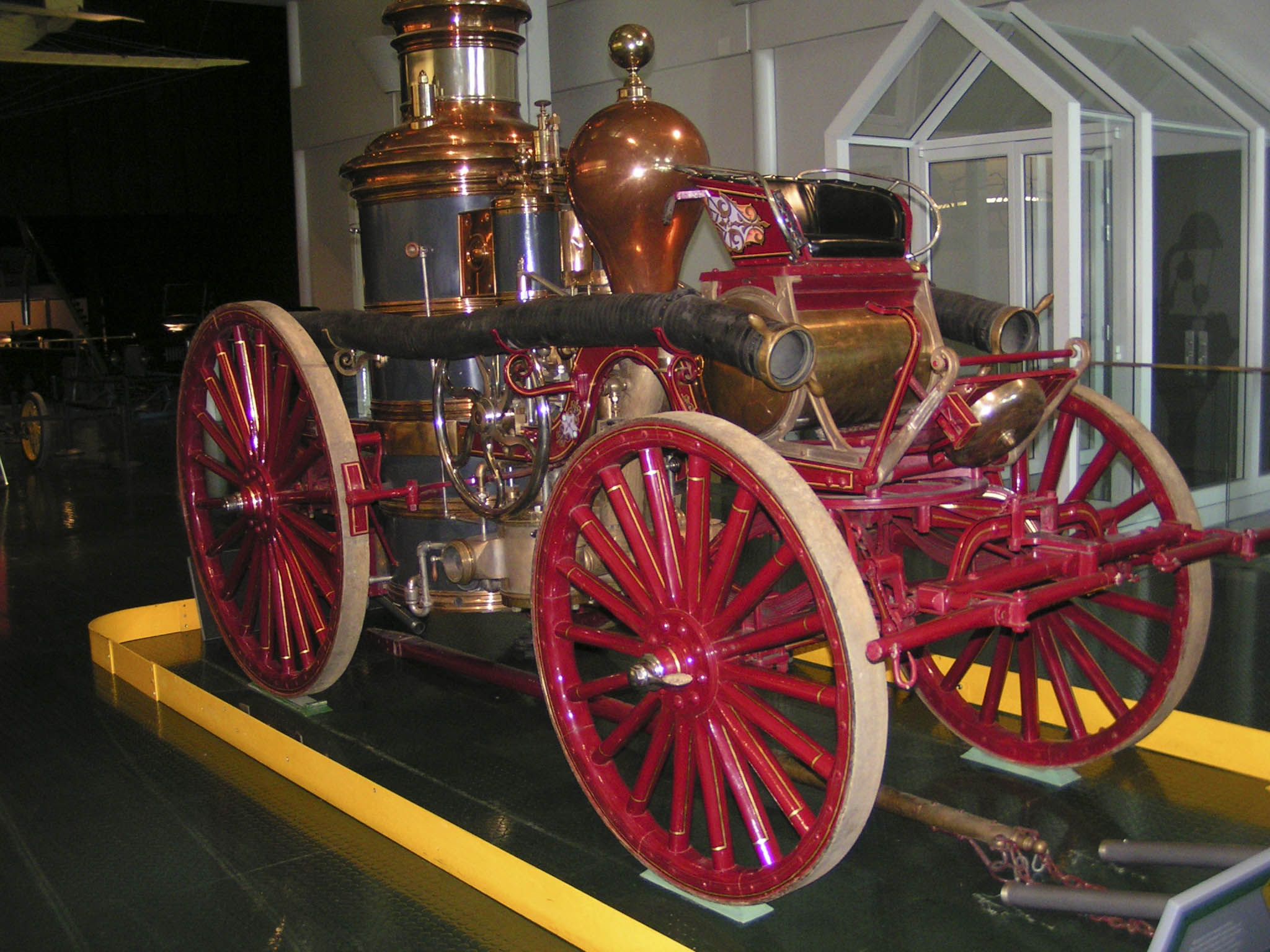
Une pompe à vapeur Amoskeag à traction hippomobile de 1885 au Musée Reynolds-Alberta.

Elle a acquis l'activité de véhicules de lutte contre les incendies à vapeur d'Amoskeag Locomotive en 1876 lors de la disparition de cette dernière. 
En 1901, Manchester et sept autres entreprises de fabrication de locomotives fusionnèrent pour former la American Locomotive Company (ALCO). La production de locomotives cesse sur ce site en 1913.